# Boone: El cazarrecompensas
Boone: El cazarrecompensas (título original: Boone: The Bounty Hunter) es una película estadounidense de acción y drama de 2017, dirigida por Robert Kirbyson, escrita por Josh Burnell, John Hennigan, Franco Movsesian, Jonathan Perkins y Stephen Kogon, musicalizada por Tim Borquez y Sean Murray, en la fotografía estuvo Jeffrey R. Clark y los protagonistas son John Hennigan, Kevin Sorbo y Spencer Grammer, entre otros. El filme fue realizado por Killion Street y Hoplite Entertainment; se estrenó el 9 de mayo de 2017.

## Sinopsis
El mercenario de un reality, está en busca de popularidad, pretende destronar a un líder del narcotráfico, encuentra más de lo que creía y se da cuenta de que la justicia es más que el rating.